# 에이스 (테니스)

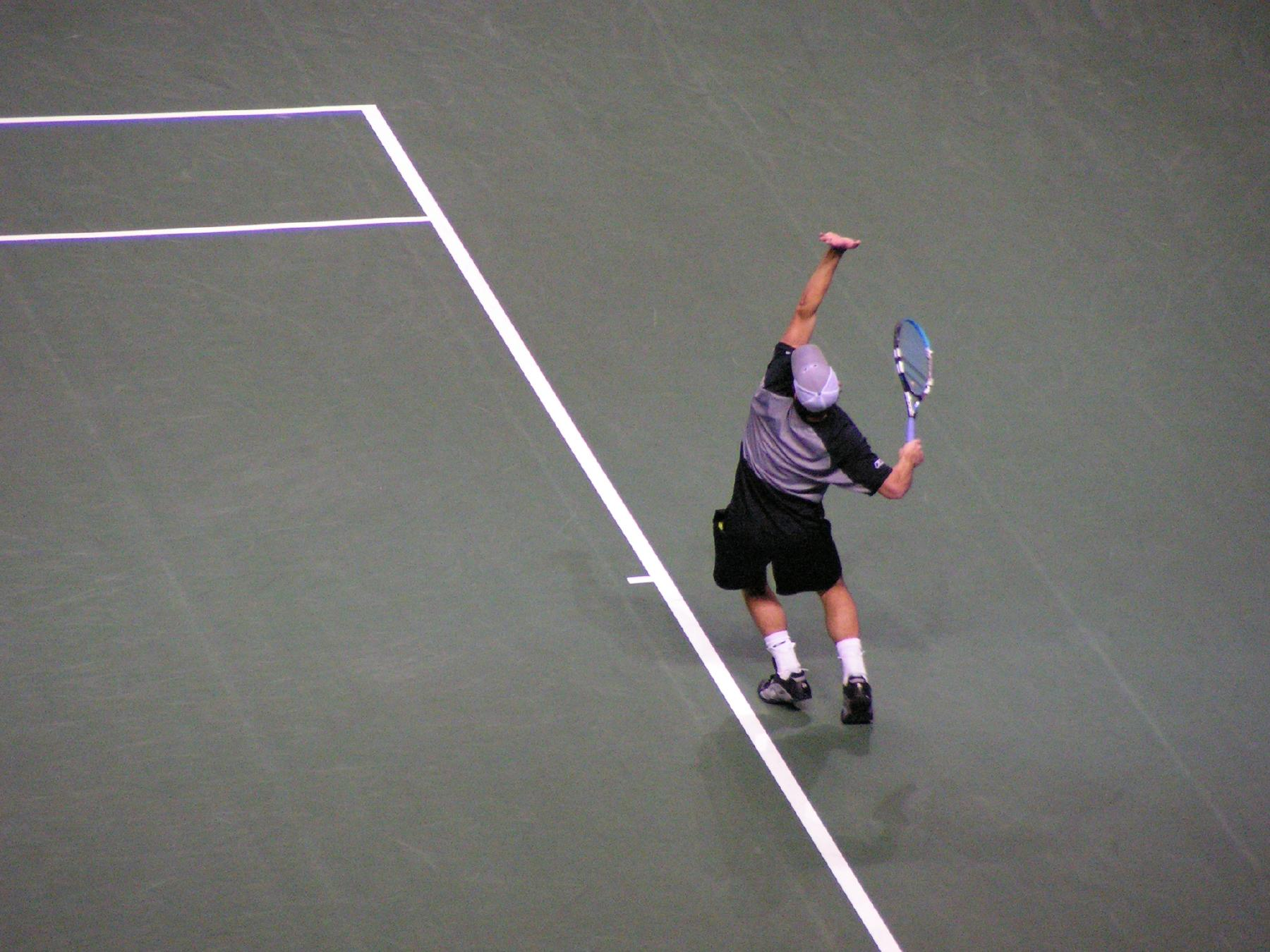
2005년 SAP 오픈 경기에서 서브를 넣는 앤디 로딕.

에이스(ace)는 테니스에서 서버의 서브가 매우 빠르고 강하게 들어가서 리시버가 그것을 건드리지 못하는 득점을 의미한다. 프로 선수들의 경기에서 에이스는 공격적으로 서브를 넣을 수 있는 퍼스트 서브에서 주로 나온다.

## 기록
현재까지 기록된 한 경기 최다 에이스 기록은 2009년 5월 24일 프랑스 오픈 1회전 경기에서 이보 카를로비치가 레이턴 휴잇을 상대로 기록한 55개이다.(그러나 이러한 에이스 기록에도 불구하고 경기 결과에서는 카를로비치가 패하였다.) 또한 현존하는 최고 서브 스피드 기록은 2004년 데이비스 컵에서 앤디 로딕이 블라디미르 볼치코프를 상대로 기록한 시속 249km이다.
2007년 인디애나폴리스 테니스 챔피언십(Indianapolis Tennis Championships) 8강 경기에서 샘 퀘리는 제임스 블레이크를 상대로 10개의 연속 에이스를 기록하면서 승리하였으며, 이것은 오픈 시대 최고 연속 에이스 기록이다.
크로아티아의 은퇴한 선수인 고란 이바니셰비치는 1996년 한 해 동안 총 1477개의 에이스를 기록하여 한 해 최다 에이스 기록을 보유하고 있다.

## 같이 보기
- ATP 월드 투어 기록